# Bobo (jeu vidéo)
Pour les articles homonymes, voir Bobo.
Bobo est un jeu vidéo édité par Infogrames sorti en 1988. Il s'agit d'une adaptation de la bande dessinée, Bobo de Paul Deliège et Maurice Rosy.